# Šmitovo jezero
Šmitovo jezero smješteno je u ogulinskom kraju, na sjeveroistočnim padinama Velike Kapele. Šmitovo jezero se sastoji od dva povezana jezera, Maloga i Velikoga. Voda u Malo jezero dotječe iz ponora Rupećice, kroz niz pukotina. Iz Maloga jezera, preko pličine, voda prelazi u Veliko jezero, gdje ponire. U jezeru i obližnjoj špilji Rupećici obitavaju endemske vrste: čovječja ribica (Proteus anguinus) i riba svjetlica (Telestes polylepis).

## Legenda o jezeru
Stara legenda kaže da je u jezeru živio zmaj, koji je jednom prilikom iskočio iz jezera i uhvatio mladu djevojku. Uto se pojavio sveti Juraj, te je zaprepaštenu djevojku oslobodio od zmajeva zagrljaja. U blizini jezera nalazi se kamen na kojemu je "sačuvan" otisak kopita konja svetog Jurja.